# Georg Ludwig Alexander von Wahlen-Jürgaß
Georg Ludwig Alexander von Wahlen-Jürgaß (*  5. Juni 1758 in Ganzer; † 8. November 1833 ebenda) war ein preußischer Generalleutnant.

## Leben

### Herkunft
Seine Eltern waren Georg Christoph von Wahlen-Jürgaß (1710–1771) und dessen Ehefrau Charlotte Katharina Luise, geborene von Zieten (1719–1771) aus dem Haus Brunn, Tochter des Hans Christian von Zieten (1682–1739) und der Anna Juliana Susanne von Medern aus dem Hause Mehlbach. Sein Vater war Herr auf Ganzer, Wahlendorf, Groß- und Klein-Dessow, Woltersdorf und Charlottenhof, Landrat des Kreises Ruppin sowie preußischer Major a. D., zuletzt beim I. Bataillon Garde. Mit dem Tod seines Bruders Franz Karl Wilhelm Rudolf von Wahlen-Jürgaß (1752–1834) erlosch das Geschlecht im Mannesstamm. Das Gut Ganzer kam an die Familie Rohr. Am 28. Juli 1836 erhielt Otto von Rohr die königliche Genehmigung zur Namens- und Wappenvereinigung. Er durfte sich dann von Rohr-Wahlen-Jürgaß nennen.

### Militärkarriere
Wahlen-Jürgaß kam 1772 an die Kadettenakademie nach Berlin, im August 1775 wurde er als Standartenjunker im Regiment Gensdarmes der Preußischen Armee angestellt. Als Kornett nahm er 1778/79 während des Bayerischen Erbfolgekrieges am Gefecht bei Jägersdorf teil. Wahlen-Jürgaß avancierte bis Ende Mai 1789 zum Stabsrittmeister und kam mit seinem Regiment 1794 in Polen zum Einsatz. Als Major kämpfte er im Feldzug 1806 bei Jena. Nach der Schlacht wurde das nur noch 350 Pferde starke Regiment am 27. Oktober 1806 bei Wichmannsdorf in der Nähe von Boitzenburg in der Uckermark eingeholt. In einer mondhellen Nacht gelang es der Division „Baumont“, das Regiment einzukesseln. Nur wenigen Offizieren, darunter Wahlen-Jürgaß, vier Unteroffizieren und vierzig Gemeinen gelang mit der Standarte die Flucht. Die kleine Truppe erreichte das Korps „Hohenlohe“. Als dieses bei Prenzlau kapitulieren musste, konnte sich die Truppen wieder entziehen. Man plante, sich nach Uckermünde durchzuschlagen, traf aber zuvor das Korps „Bila“. Man schloss sich ihm an, musste dann aber in Anklam mit dem Korps kapitulieren. Wahlen-Jürgaß geriet dort in Gefangenschaft, wurde aber bald entlassen.
Nach dem Frieden von Tilsit ging er auf das Gut Ganzer zu seinem Bruder. Ende April 1809 kam Wahlen-Jürgaß wieder zur Armee und wurde als Eskadronchef im Brandenburgischen Kürassier-Regiment angestellt. Noch Ende Juni 1809 erhielt er als Kommandeur das Brandenburgische Dragoner-Regiment. Im Februar 1812 wurde Wahlen-Jürgaß Oberstleutnant und kam mit einem Hilfskorps unter Grawert nach Kurland. Dort kommandierte er die Vorposten. Im Gefecht bei Garossenkrug konnte er weit überlegene russische Kavallerie zurückwerfen. Dafür erhielt er den Orden Pour le Mérite.
Im März 1813 wurde Wahlen-Jürgaß zum Oberst befördert und führte eine Brigade im Korps „Blücher“. Er nahm an der Schlacht bei Großgörschen teil und erhielt das Eiserne Kreuz II. Klasse. In der Gefecht bei Haynau führte er den ersten Angriff und ritt drei feindliche Karrees über den Haufen. Dabei wurde er durch einen Schuss ins Bein verwundet. Im zweiten Angriff wurde sein Pferd schwer verletzt. Nach diesem Gefecht erhielt er das Eiserne Kreuz I. Klasse.
Während des Waffenstillstandes wurde er Kommandeur der Reservekavallerie des I. Armee-Korps (Preußen) in der Schlesischen Armee. Dann kämpfte er wieder in der Schlacht an der Katzbach und bei Möckern. Am 20. Oktober traf er mit der Reservekavallerie bei Reichardtswerben auf die Franzosen und konnte sie schlagen. Anschließend kämpfte er im Gefecht bei Eisenach. Nachdem die Armee den Rhein überschritten hatte, wurde er am 8. Dezember zum Generalmajor befördert und mit dem Eichenlaub zum Pour le Mérite ausgezeichnet. Wahlen-Jürgaß wurde dann mit der Reservekavallerie der Armee des Prinzen Wilhelm von Preußen zugeteilt. Im Gefecht bei Lauchsee am 3. Februar 1814 traf man auf die Truppen des Marschalls MacDonald, die er zusammen mit General Katzeler besiegen konnte. Dabei wurden eine Standarte, fünf Kanonen und drei Munitionswagen erbeutet. In der Schlacht bei Laon am 9. März 1814 konnte seine Regimenter 15 Kanonen und 35 Artilleriewagen erbeuten. An den Gefechten bei Oulchy, Sizanne, Claye nahm er wie bei Laon unter Zietens Oberbefehl teil. Der russische Zar verlieh Wahlen-Jürgaß für seine Leistungen den Orden des Heiligen Wladimir III. Klasse sowie den Orden der Heiligen Anna I. Klasse.
Im Jahr 1815 kommandierte er die Reservekavallerie des II. Armeekorps unter Georg Dubislav Ludwig von Pirch. In der Schlacht bei Ligny stand er am äußeren rechten Flügel, als gegen Abend feindliche Tirailleure aus St. Amand-la-Haye angriffen. Wahlen-Jürgaß trat ihnen mit einer Eskadron Husaren entgegen, wurde aber im Handgemenge durch einen Schuss in die Schulter schwer verwundet. Diese Verwundung hinderte ihn sehr, sodass Wahlen-Jürgaß am 15. Oktober 1816 unter Verleihung des Charakters als Generalleutnant mit Pension aus dem Militärdienst verabschiedet wurde.
Nach seiner Entlassung wohnte er abwechselnd in Berlin oder auf Ganzer bei seinem Bruder. Weiter war er häufig in Teplitz, wo er die Folgen seiner Verletzungen pflegte. Am 18. Juni 1825 wurde Wahlen-Jürgaß noch der Rote Adlerorden I. Klasse verliehen. Der General verstarb unverheiratet am 8. November 1833 in Ganzer.